# 尹錫悦政権
尹錫悦政権（ユン・ソギョル、またはユン・ソンニョルせいけん）は韓国において2022年5月10日の尹錫悦大統領就任に伴い発足した。同国第六共和国時代の8番目の政権であり青瓦台から大統領官邸が移出後の「龍山時代」の初の政権である。なお、韓国では尹錫悦政府（せいふ）と表記される。
本項における名簿は大統領当選が確定した尹錫悦以外はすべて尹より就任を指名された人物である。2025年5月2日以降は李周浩が大統領権限代行を務めた。

## 大統領・首相・副首相
| 役職名                 | 氏名   | 在任期間                       | 備考                                                                                            |
| ---------------------- | ------ | ------------------------------ | ----------------------------------------------------------------------------------------------- |
| 大統領                 | 尹錫悦 | 2022年5月10日 - 2025年4月4日   | 2024年12月14日から職務停止。2025年4月4日に罷免。                                                |
| 大統領                 | 韓悳洙 | 2022年5月21日 - 2024年12月27日 | 権限代行。弾劾訴追のため2024年12月27日に職務停止。                                              |
| 大統領                 | 崔相穆 | 2024年12月27日 - 2025年3月24日 | 権限代行。                                                                                      |
| 大統領                 | 韓悳洙 | 2025年3月24日 - 2025年5月1日   | 権限代行。弾劾訴追案棄却に伴い、復職。                                                          |
| 大統領                 | 李周浩 | 2025年5月2日 - 2025年6月4日    | 権限代行。                                                                                      |
| 国務総理               | 金富謙 | 2022年5月10日 - 2022年5月11日  |                                                                                                 |
| 国務総理               | 秋慶鎬 | 2022年5月12日 - 2022年5月20日  | 権限代行。                                                                                      |
| 国務総理               | 韓悳洙 | 2022年5月21日 - 2024年12月27日 | 2022年4月3日指名、弾劾訴追のため2024年12月27日に職務停止。                                      |
| 国務総理               | 崔相穆 | 2024年12月27日 - 2025年3月24日 | 権限代行。                                                                                      |
| 国務総理               | 韓悳洙 | 2025年3月24日 - 2025年5月1日   | 弾劾訴追案棄却に伴い、復職。                                                                    |
| 国務総理               | 李周浩 | 2025年5月2日 -                 | 権限代行。                                                                                      |
| 副首相兼企画財政部長官 | 秋慶鎬 | 2022年5月10日 - 2023年12月28日 | 2022年4月10日指名                                                                               |
| 副首相兼企画財政部長官 | 崔相穆 | 2023年12月29日 -               | 2023年12月5日指名。 2024年12月27日から2025年3月24日まで大統領権限代行と国務総理権限代行を兼任。 |
| 副首相兼教育部長官     | 朴順愛 | 2022年7月4日 - 2022年8月8日    | 2022年5月26日指名 2022年4月13日に指名された金仁喆は5月3日に辞退。                               |
| 副首相兼教育部長官     | 張商允 | 2022年8月8日 - 2022年11月7日   | 権限代行。                                                                                      |
| 副首相兼教育部長官     | 李周浩 | 2022年11月7日 -                | 2022年9月29日指名 2025年5月2日から2025年6月4日まで大統領権限代行と国務総理権限代行を兼任。      |

## 国務委員
| 役職名                   | 氏名   | 在任期間                       | 備考 |
| ------------------------ | ------ | ------------------------------ | --- |
| 科学技術情報通信部長官   | 李宗昊 | 2022年5月10日 - 2024年8月16日  | 2022年4月10日指名 |
| 科学技術情報通信部長官   | 劉相任 | 2024年8月16日 -                | |
| 外交部長官               | 朴振   | 2022年5月12日 - 2024年1月9日   | 2022年4月13日指名 |
| 外交部長官               | 趙兌烈 | 2024年1月10日 -                | 2023年12月19日指名 |
| 統一部長官               | 権寧世 | 2022年5月13日 - 2023年7月28日  | 2022年4月13日指名 |
| 統一部長官               | 金暎浩 | 2023年7月28日 -                | 2023年6月29日指名 |
| 法務部長官               | 韓東勲 | 2022年5月17日 - 2023年12月21日 | 2022年4月13日指名 |
| 法務部長官               | 李魯公 | 2023年12月21日 - 2024年1月18日 | 次官、権限代行。 |
| 法務部長官               | 沈雨廷 | 2024年1月18日 - 2024年2月20日  | 次官、権限代行。 |
| 法務部長官               | 朴性載 | 2024年2月20日 - 2025年6月4日   | 2024年1月22日指名 |
| 国防部長官               | 李鐘燮 | 2022年5月10日 - 2023年10月7日  | 2022年4月10日指名 |
| 国防部長官               | 申源湜 | 2023年10月7日 - 2024年9月6日   | |
| 国防部長官               | 金龍顕 | 2024年9月6日 - 2024年12月5日   | 2024年8月12日指名 |
| 国防部長官               | 金善鎬 | 2024年12月5日 -                | 次官、権限代行。 |
| 行政安全部長官           | 李祥敏 | 2022年5月12日 - 2023年2月8日   | 2022年4月13日指名 2023年2月8日、弾劾訴追案を可決され職務停止。                                                               |
| 行政安全部長官           | 韓唱燮 | 2023年2月8日 - 2023年7月25日   | 次官、権限代行。 |
| 行政安全部長官           | 李祥敏 | 2023年7月25日 -                | 憲法裁判所の決定により職務復帰。                                                                                             |
| 国家報勲部長官           | 朴敏植 | 2023年6月5日 - 2023年12月25日  | 国家報勲処が2023年6月5日に国家報勲部に昇格。                                                                                 |
| 国家報勲部長官           | 姜貞愛 | 2023年12月26日 -               | 2023年12月5日指名 |
| 文化体育観光部長官       | 朴普均 | 2022年5月13日 - 2023年10月7日  | 2022年4月10日指名 |
| 文化体育観光部長官       | 柳仁村 | 2023年10月7日 -                | |
| 農林畜産食品部長官       | 鄭煌根 | 2022年5月10日 - 2023年12月28日 | 2022年4月14日指名 |
| 農林畜産食品部長官       | 宋美玲 | 2023年12月29日 -               | 2023年12月5日指名 |
| 産業通商資源部長官       | 李昌洋 | 2022年5月12日 - 2023年9月20日  | 2022年4月10日指名 |
| 産業通商資源部長官       | 方文圭 | 2023年9月20日 - 2024年1月4日   | 2023年8月22日指名 |
| 産業通商資源部長官       | 安徳根 | 2024年1月4日 -                 | 2023年12月17日指名 |
| 保健福祉部長官           | 曺圭鴻 | 2022年10月4日 -                | 2022年5月10日より権限代行。 2022年4月10日に指名された鄭鎬永は5月23日に辞退。 2022年5月26日に指名された金承禧は7月4日に辞退。 |
| 環境部長官               | 韓和鎮 | 2022年5月10日 - 2024年7月24日  | 2022年4月13日指名 |
| 環境部長官               | 金琓燮 | 2024年7月25日 -                | |
| 雇用労働部長官           | 李正植 | 2022年5月10日 - 2024年8月30日  | 2022年4月14日指名 |
| 雇用労働部長官           | 金文洙 | 2024年8月30日 - 2025年4月8日   | 2024年7月31日指名 |
| 雇用労働部長官           | 金珉奭 | 2025年4月8日 -                 | 次官、権限代行。 |
| 女性家族部長官           | 金賢淑 | 2022年5月17日 - 2024年2月20日  | 2022年4月10日指名 |
| 女性家族部長官           | 申英淑 | 2024年2月20日 -                | 次官、権限代行。 |
| 国土交通部長官           | 元喜龍 | 2022年5月13日 - 2023年12月22日 | 2022年4月10日指名 |
| 国土交通部長官           | 朴庠禹 | 2023年12月23日 -               | 2023年12月5日指名 |
| 海洋水産部長官           | 趙承煥 | 2022年5月10日 - 2023年12月28日 | 2022年4月13日指名 |
| 海洋水産部長官           | 康徒衡 | 2023年12月29日 -               | 2023年12月5日指名 |
| 中小ベンチャー企業部長官 | 李永   | 2022年5月12日 - 2023年12月28日 | 2022年4月13日指名 |
| 中小ベンチャー企業部長官 | 呉姈姝 | 2023年12月29日 -               | 2023年12月5日指名 |

## その他長官
| 役職名               | 氏名               | 在任期間                       | 備考                                                                                               |
| -------------------- | ------------------ | ------------------------------ | -------------------------------------------------------------------------------------------------- |
| 国家情報院長         | 金奎顕             | 2022年5月26日 - 2023年11月26日 | 2022年5月11日指名                                                                                  |
| 国家情報院長         | ホン・ジャンウォン | 2023年11月26日 - 2024年1月16日 | 第1次官として職務代行。                                                                            |
| 国家情報院長         | 趙太庸             | 2024年1月17日 -                | 2023年12月19日指名                                                                                 |
| 大統領秘書室長       | 金大棋             | 2022年5月10日 - 2023年12月28日 | 2022年4月13日指名                                                                                  |
| 大統領秘書室長       | 李官燮             | 2023年12月29日 - 2024年4月22日 | |
| 大統領秘書室長       | 鄭鎮碩             | 2024年4月22日 -                | |
| 国家安保室長         | 金聖翰             | 2022年5月10日 - 2023年3月29日  | 2022年5月1日指名                                                                                   |
| 国家安保室長         | 趙太庸             | 2023年3月29日 - 2023年12月28日 | |
| 国家安保室長         | 張虎鎮             | 2023年12月28日 - 2024年8月12日 | |
| 国家安保室長         | 申源湜             | 2024年8月12日 -                | |
| 国務調整室長         | 方文圭             | 2022年6月7日 - 2023年8月25日   | |
| 国務調整室長         | 方基善             | 2023年8月25日 -                | 2023年8月22日指名                                                                                  |
| 国家報勲処長         | 朴敏植             | 2022年5月13日 - 2023年6月5日   | 国家報勲処が2023年6月5日に国家報勲部に昇格。                                                       |
| 検察総長             | 李沅䄷             | 2022年9月16日 - 2024年9月13日  | 2022年5月23日より職務代行。                                                                        |
| 検察総長             | 沈雨廷             | 2024年9月19日 -                | |
| 放送通信委員会委員長 | （韓相赫）         | 2022年5月10日 - 2023年5月30日  | 文在寅政権時代に任命された韓相赫が2023年7月まで留任する予定であったが、2023年5月30日に免職された。 |
| 放送通信委員会委員長 | 金孝在             | 2023年5月31日 - 2023年8月25日  | 職務代行。                                                                                         |
| 放送通信委員会委員長 | 李東官             | 2023年8月25日 - 2023年12月1日  | |
| 放送通信委員会委員長 | 李相仁             | 2023年12月1日 - 2023年12月29日 | 職務代行。                                                                                         |
| 放送通信委員会委員長 | 金洪一             | 2023年12月29日 - 2024年7月2日  | 2023年12月6日指名                                                                                  |
| 放送通信委員会委員長 | 李相仁             | 2024年7月2日 - 2024年7月31日   | 職務代行。                                                                                         |
| 放送通信委員会委員長 | 李真淑             | 2024年7月31日 - 2024年8月2日   | 2024年8月2日、弾劾訴追案を可決され職務停止。                                                       |
| 放送通信委員会委員長 | 金泰圭             | 2024年8月2日 -                 | 職務代行。                                                                                         |
| 公正取引委員会委員長 | 韓基貞             | 2022年9月16日 -                | 2022年7月4日に指名された宋沃烈は7月10日に辞退。                                                    |
| 金融委員会委員長     | 金周顕             | 2022年7月11日 - 2024年7月30日  | |
| 金融委員会委員長     | 金秉煥             | 2024年7月31日 -                | |
| 国民権益委員会委員長 | （全賢姫）         | 2022年5月10日 - 2023年6月27日  | 文在寅政権時代に任命された全賢姫が留任。                                                           |
| 国民権益委員会委員長 | 鄭勝允             | 2023年6月27日 - 2023年7月3日   | 職務代行。                                                                                         |
| 国民権益委員会委員長 | 金洪一             | 2023年7月3日 - 2023年12月22日  | 2023年6月29日指名                                                                                  |
| 国民権益委員会委員長 | 鄭勝允             | 2023年12月22日 - 2024年1月10日 | 職務代行。                                                                                         |
| 国民権益委員会委員長 | 柳哲桓             | 2024年1月10日 -                | |